# Bengt Palmquist
Bengt Valdemar Palmquist  (Göteborg, 4 april 1923 – Särö, 26 november 1995) was een Zweeds zeiler.
Palmquist won in 1956 de olympische gouden medaille in de Drakenklasse. Palmquist nam daarna nog tweemaal deel aan de spelen zonder een medaille te winnen.
In 1975 werd Palmquist samen met zijn twee zoons wereldkampioen in de drakenklasse.

## Belangrijkste resultaten

### Wereldkampioenschappen
| Jaar | Plaats    | Resultaten   |
| ---- | --------- | ------------ |
| 1975 | Rochester | Drakenklasse |

### Olympische Zomerspelen
| Jaar | Plaats      | Resultaten         |
| ---- | ----------- | ------------------ |
| 1956 | Melbourne   | Drakenklasse       |
| 1960 | Rome        | 20ste Drakenklasse |
| 1968 | Mexico-stad | 6e Drakenklasse    |

1948: Hakon Barfod / Sigve Lie / Thor Thorvaldsen ·
1952: Hakon Barfod / Sigve Lie / Thor Thorvaldsen ·
1956: Folke Bohlin / Bengt Palmquist / Leif Wikström ·
1960: Odysseus Eskitzoglou / Constantijn van Griekenland / Georgios Zaimis ·
1964: Ole Berntsen / Christian von Bülow / Ole Poulsen ·
1968: George Friedrichs / Barton Jahncke / Gerald Schreck ·
1972: Thomas Anderson / John Cuneo / John Shaw